# 配付
| ウィキペディアには「配付」という見出しの百科事典記事はありません（タイトルに「配付」を含むページの一覧/「配付」で始まるページの一覧）。 代わりにウィクショナリーのページ「配付」が役に立つかもしれません。 |